# Гуас, Хуан
Хуан Гуас (исп. Juan Guas; 1430, Лион, Овернь, Франция — 1496, Толедо, Испания) — испанский архитектор, мастер-каменщик и скульптор бретонского происхождения. Он создал множество построек в Кастилии в конце XV века в период «стиля католических королей» (estilo Reyes Católicos), или исабелино, переходного времени от готики к Ренессансу.

## Биография
Дата его рождения неизвестна. Хуан Гуас, без сомнения, один из лучших представителей архитектуры поздней готики и так называемой толедской готики (gótico toledano). Среди первых построек, над которыми он работал, были соборы Авилы и Сеговии. Около двадцати лет (1471—1491) он трудился в Сеговии, где осуществил многие проекты.
Наиболее представительной работой Гуаса является францисканский монастырь Сан-Хуан-де-лос-Рейес в Толедо, построенный по приказу Изабеллы Католички как память о триумфе в битве при Торо. Большой рисунок этого здания, сделанный самим Гуасом, хранится в мадридском музее Прадо. Важный проект Гуас осуществил в Торрихосе (Толедо) для францисканского монастыря Санта-Мария-де-Иесус, однако здание погибло в результате наполеоновских вторжений.
Гуас — наиболее яркий представитель так называемого стиля исабелино (estilo Isabelino), среди гражданских построек которого — Дворец Инфантадо в Гвадалахаре, галерея замка Мендоса в Мансанарес-эль-Реаль, замок Бельмонте с его бестиарием, церковь коллегиума Сан-Грегорио в Вальядолиде (colegio de San Gregorio en Valladolid), атриум и дверной проем церкви, клуатр монахов монастыря Санта-Мария-де-Эль-Паулар в Мадриде и многое другое.
Ещё одной его работой стала первая галерея патио замка Куэльяр, выполненная в середине XV века. Также считается, что, скорее всего, он осуществил строительство замков Хадраке и Паласуэлос в Гвадалахаре.
Гуас, который также был главным строителем собора в Толедо, умер в 1496 году и был похоронен в капелле церкви Сан-Юсто, где до сих пор можно увидеть его портрет, а также портрет его жены и детей.

## Галерея

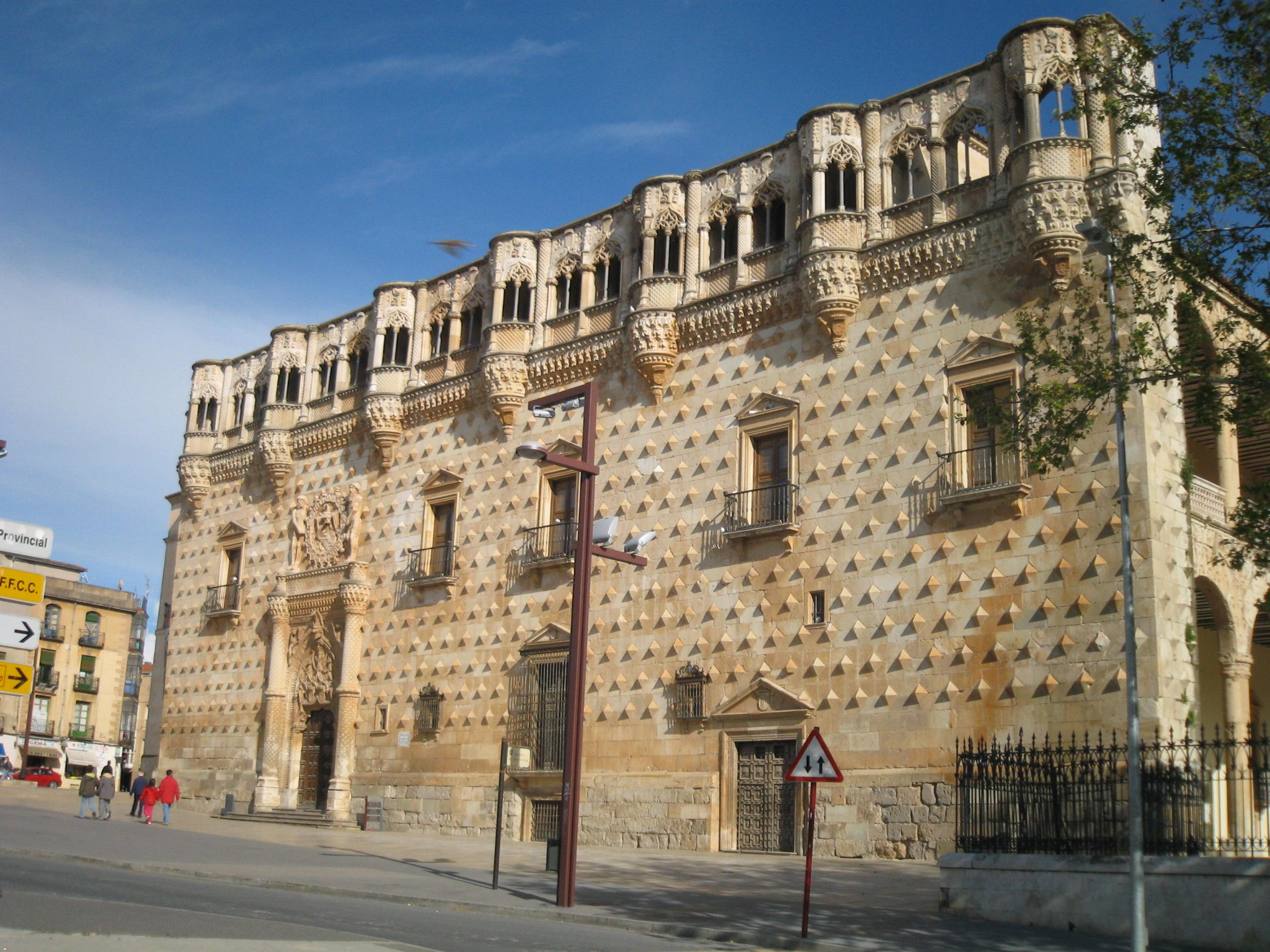
Дворец Инфантадо в Гвадалахаре. Северный фасад
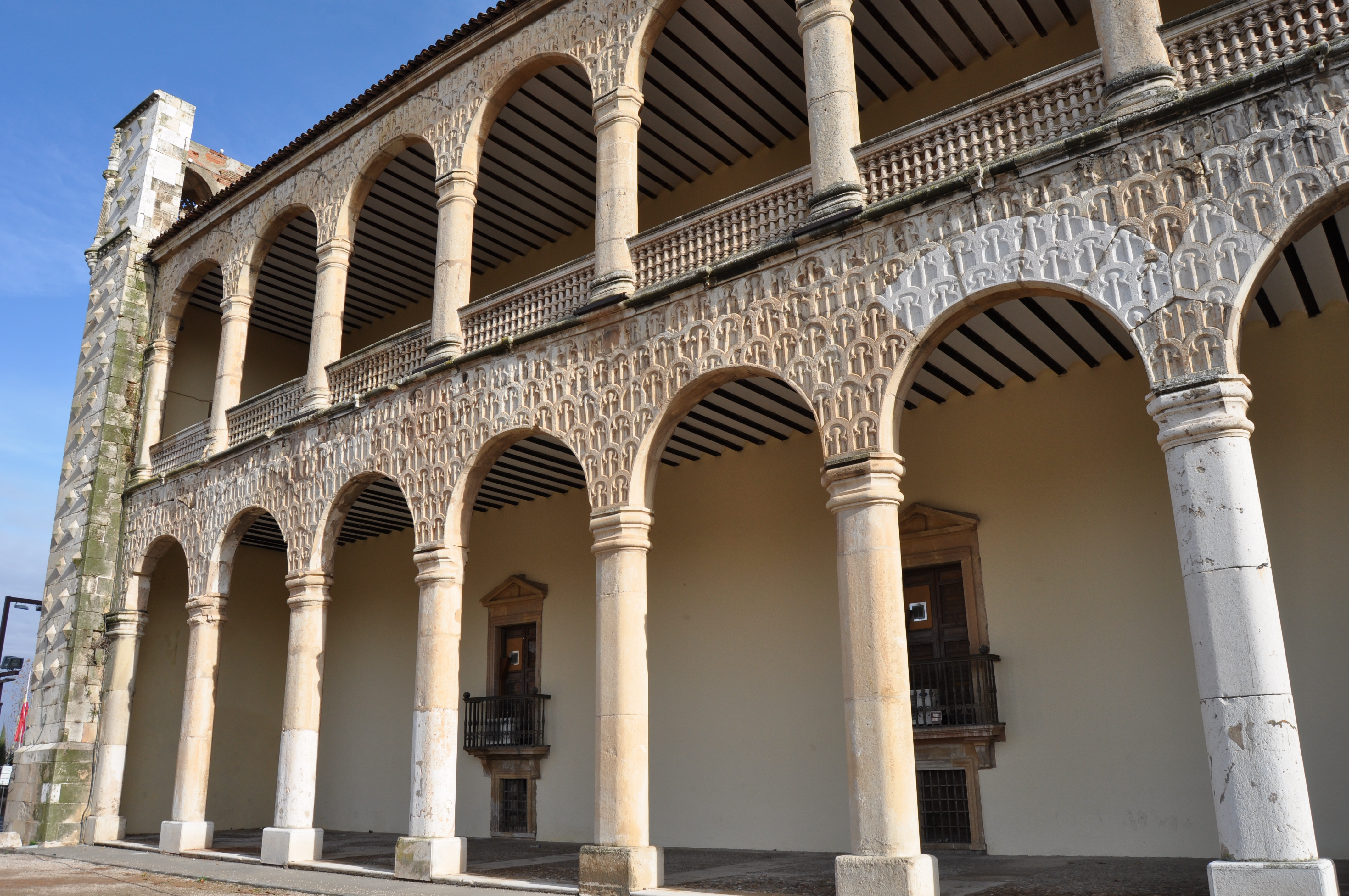
Лоджия западного фасада дворца
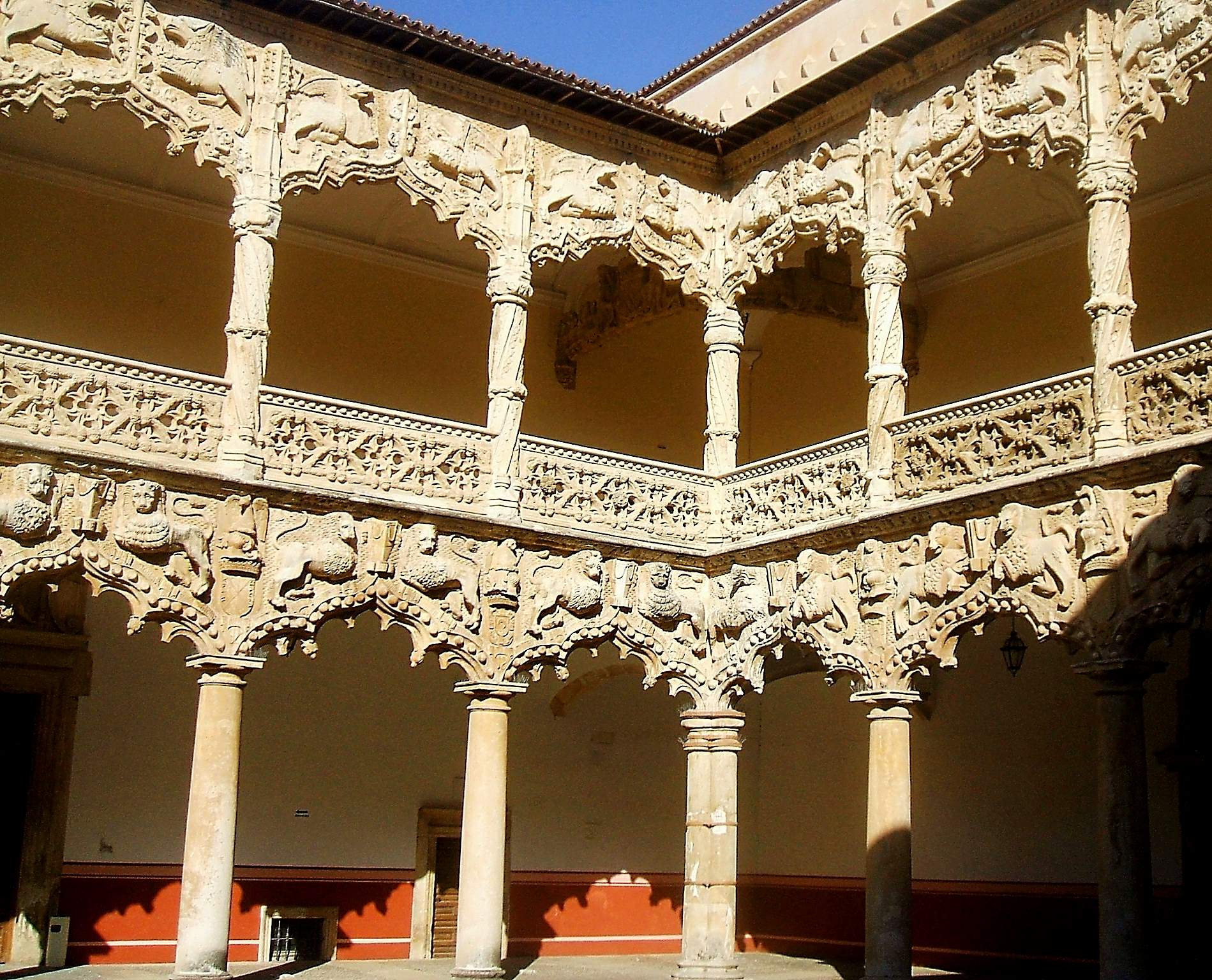
Дворец в Гвадалахаре. Патио
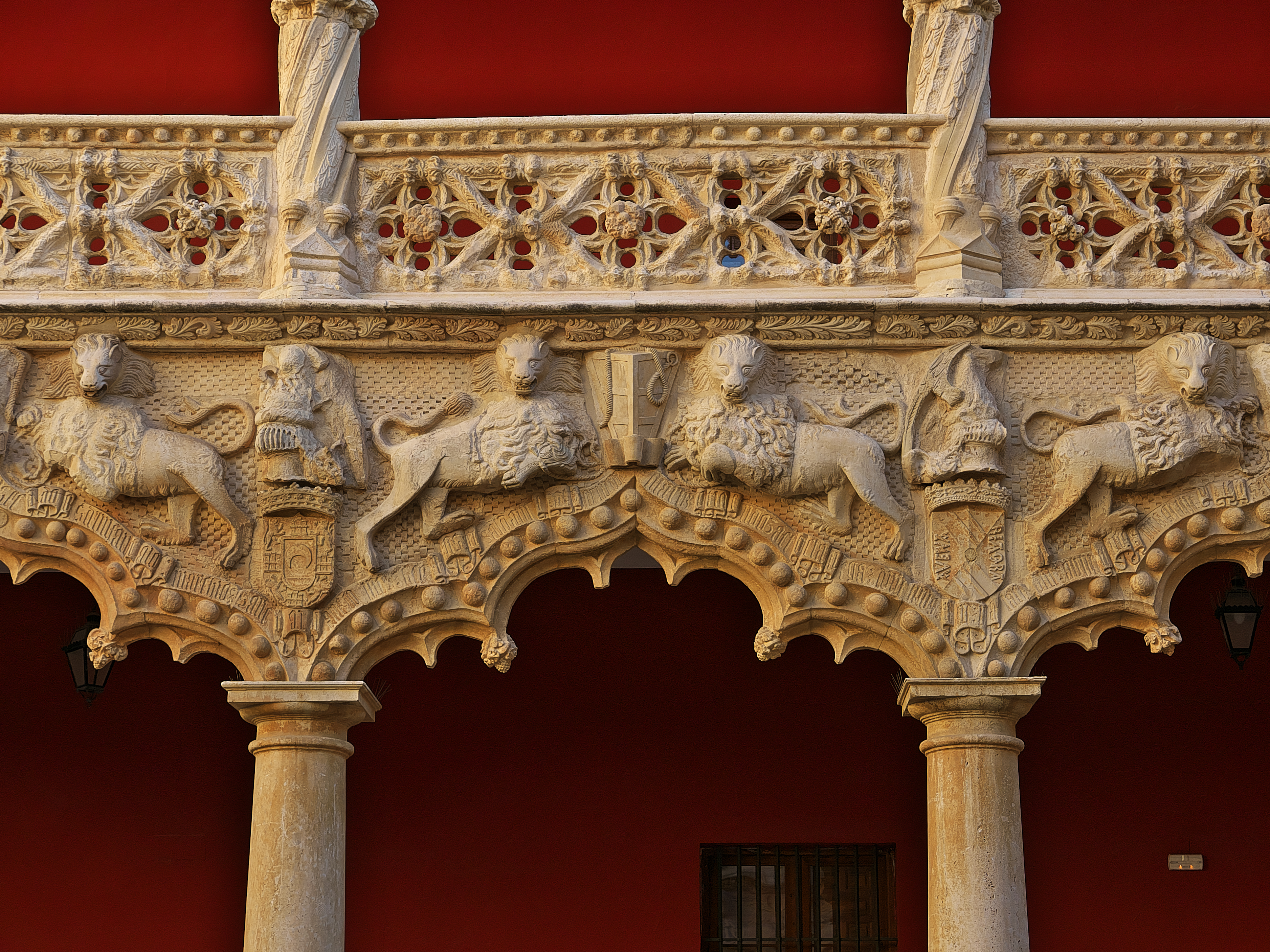
«Патио львов». Деталь галереи. Дворец в Гвадалахаре
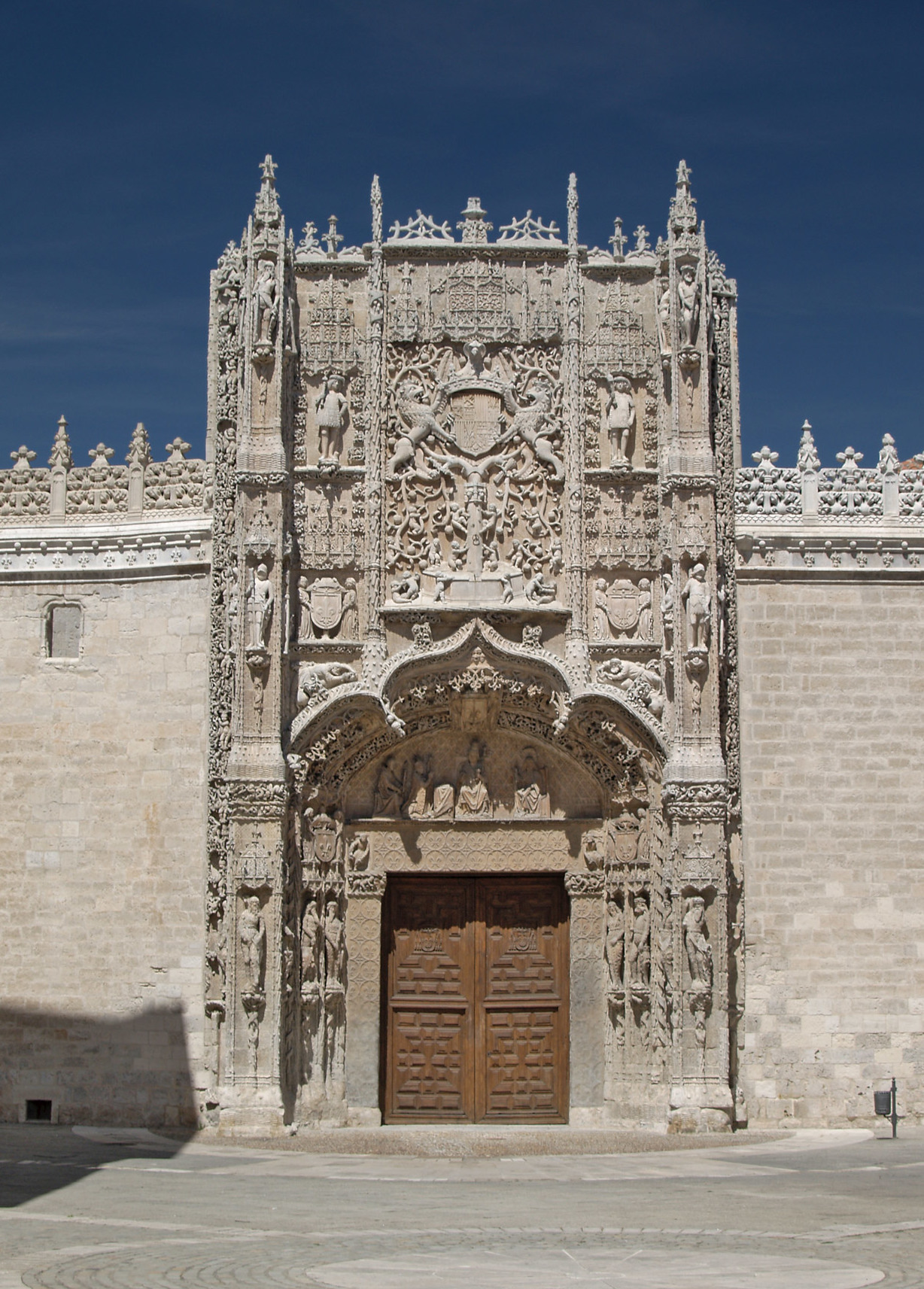
Коллегио Сан-Грегорио. Портал. Вальядолид
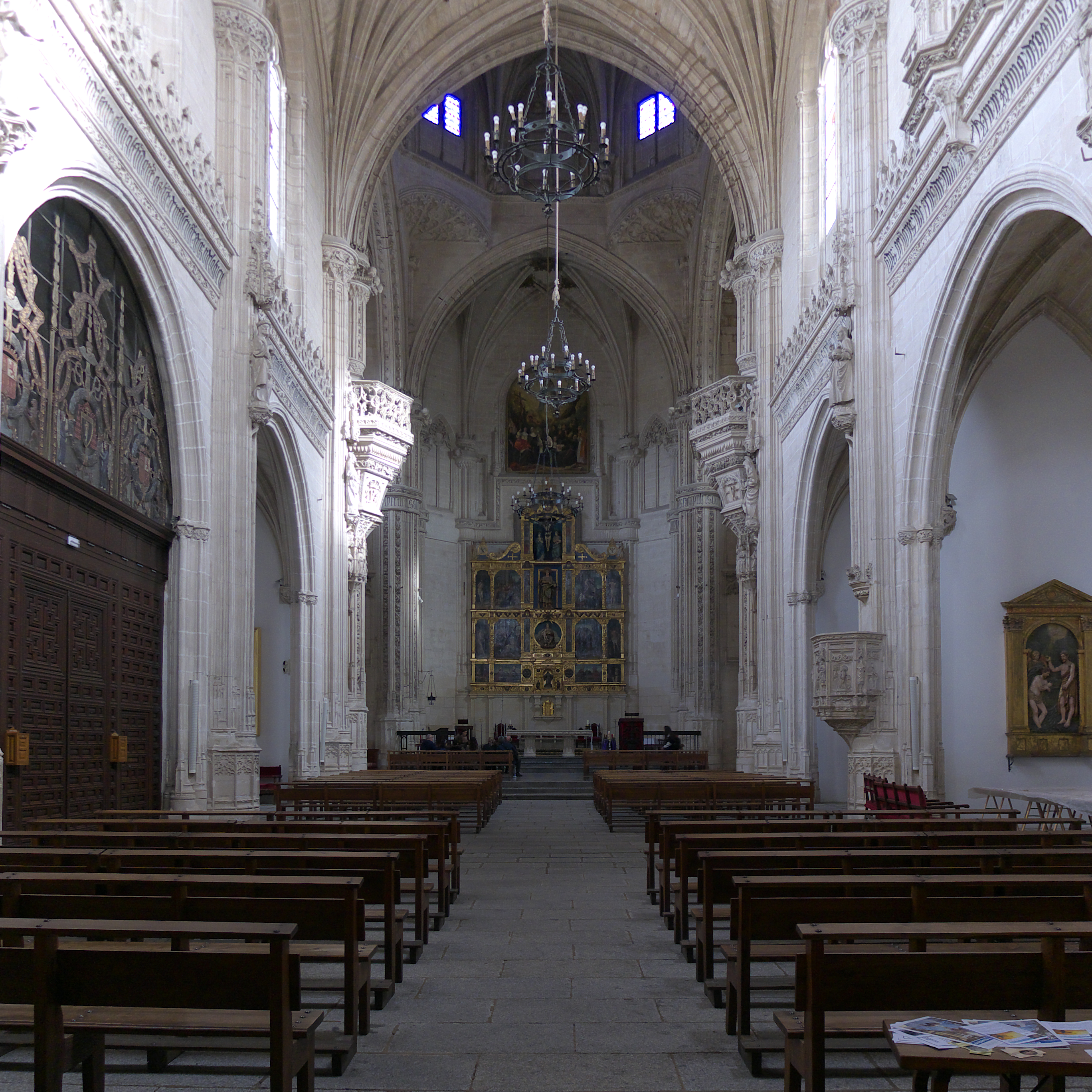
Церковь монастыря Сан-Хуан-де-лос-Рейес. 1476–1495. Толедо
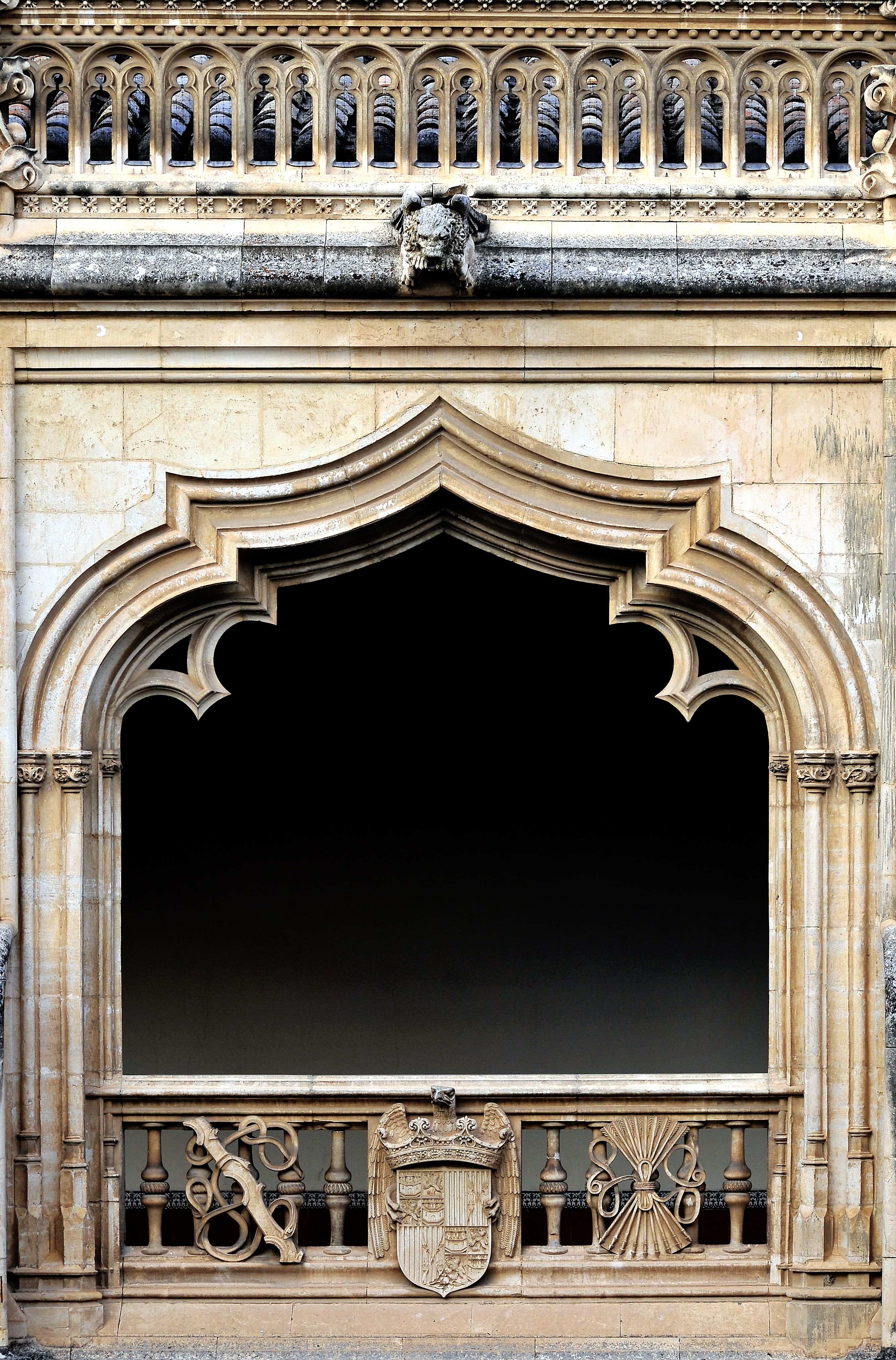
Клуатр монастыря. Деталь аркады
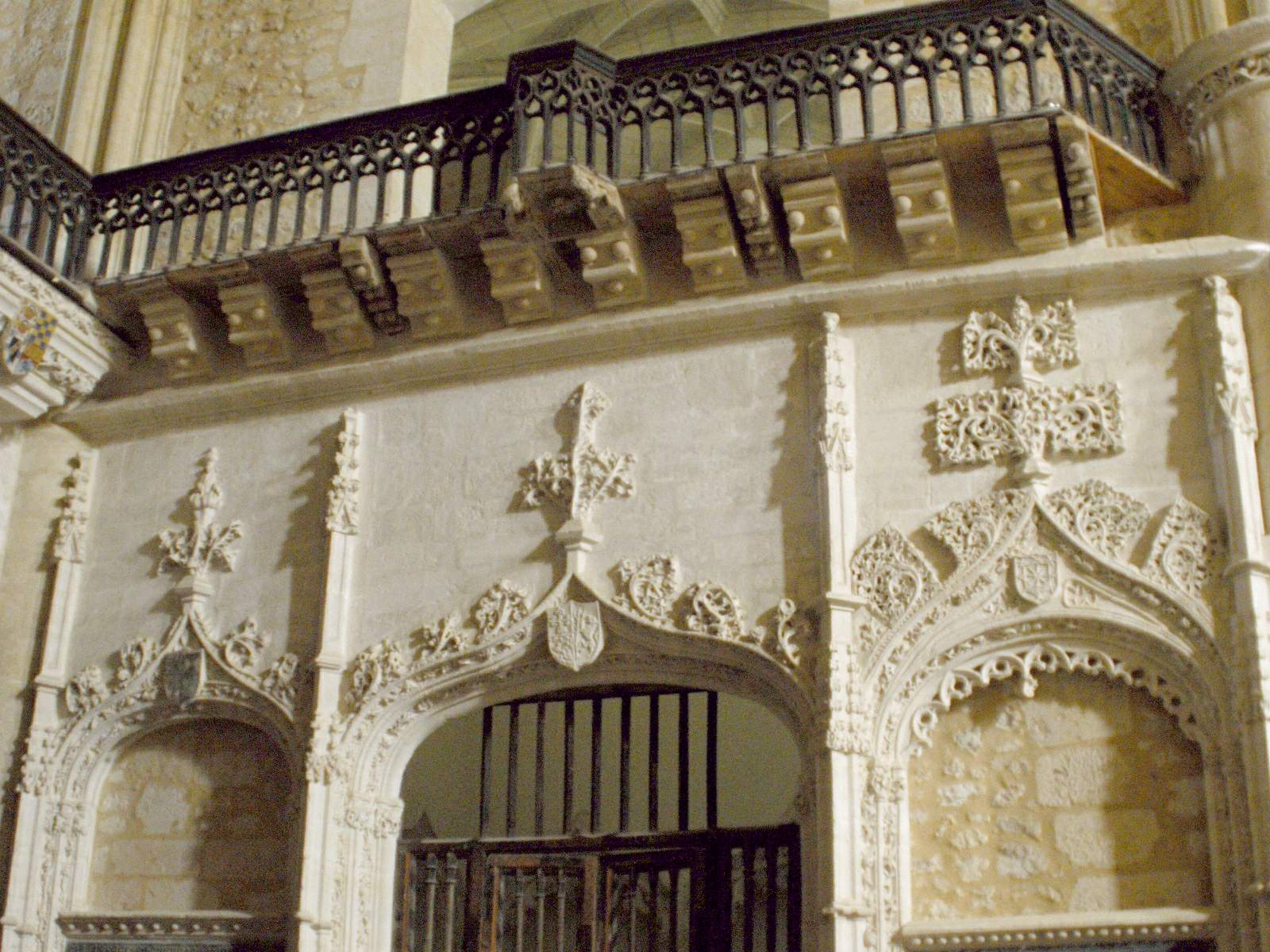
Церковь монастыря Санта-Мария-дель-Парраль. Деталь интерьера. Сеговия